# Route 17 (Colombie-Britannique)
La route 17 est une route divisée en deux sections dans le sud-ouest de la Colombie-Britannique. Ses deux sections sont sur l'Île de Vancouver et dans la région de Vancouver. Elles sont reliées par un traversier. Le segment de l'Île de Vancouver porte le nom de Patricia Bay Highway et relie Victoria au quai de quai de Swartz Bay à North Saanich. Le segment situé dans les basses-terres continentales porte le nomb de South Fraser Perimeter Road et relie le quai de Tsawwassen à Delta et Surrey, se terminant à un échangeur avec la route 1 dans la vallée du Fraser.

## Description du tracé

### Segment de l'Île de Vancouver
Ce premier segment de la route 17 est connu comme la Patricia Bay Highway d'après la Baie Patricia à proximité. La route est entièrement à quatre voies entre Victoria et Swartz Bay. La longueur totale de la route sur l'île est de 32 km (20 mi).
La route 17 débute à l'intersection avec les rues Belleville et Oswego, près du Port de Victoria, un terminal de traversier offrant un lien vers Port Angeles, dans l'État de Washington. Elle traverse le centre-ville vers le nord en empruntant Blanshard Street. À l'intersection avec Tolmie Avenue, elle entre dans la ville de Saanich et la traverse vers le nord. Elle devient la Patricia Bay Highway, une autoroute de 6 km (4 mi) ayant trois échangeurs. Après l'échangeur avec Royal Oak Drive, la route 17 devient une route de 14 km (9 mi) alternant entre un boulevard à quatre voies et une voie rapide de quatre voies jusqu'à ce qu'elle atteigne Sidney. Après avoir quitté cette ville, la route redevient une autoroute comptant des échangeurs jusqu'à ce qu'elle atteigne son terminus nord au quai de Swartz Bay.

### Traversier
À Swartz Bay, la route 17 quitte l'Île de Vancouver et débute un trajet de 44 km (24 nmi) dans les Îles Gulf, dans le Détroit de Géorgie.

### Segment continental

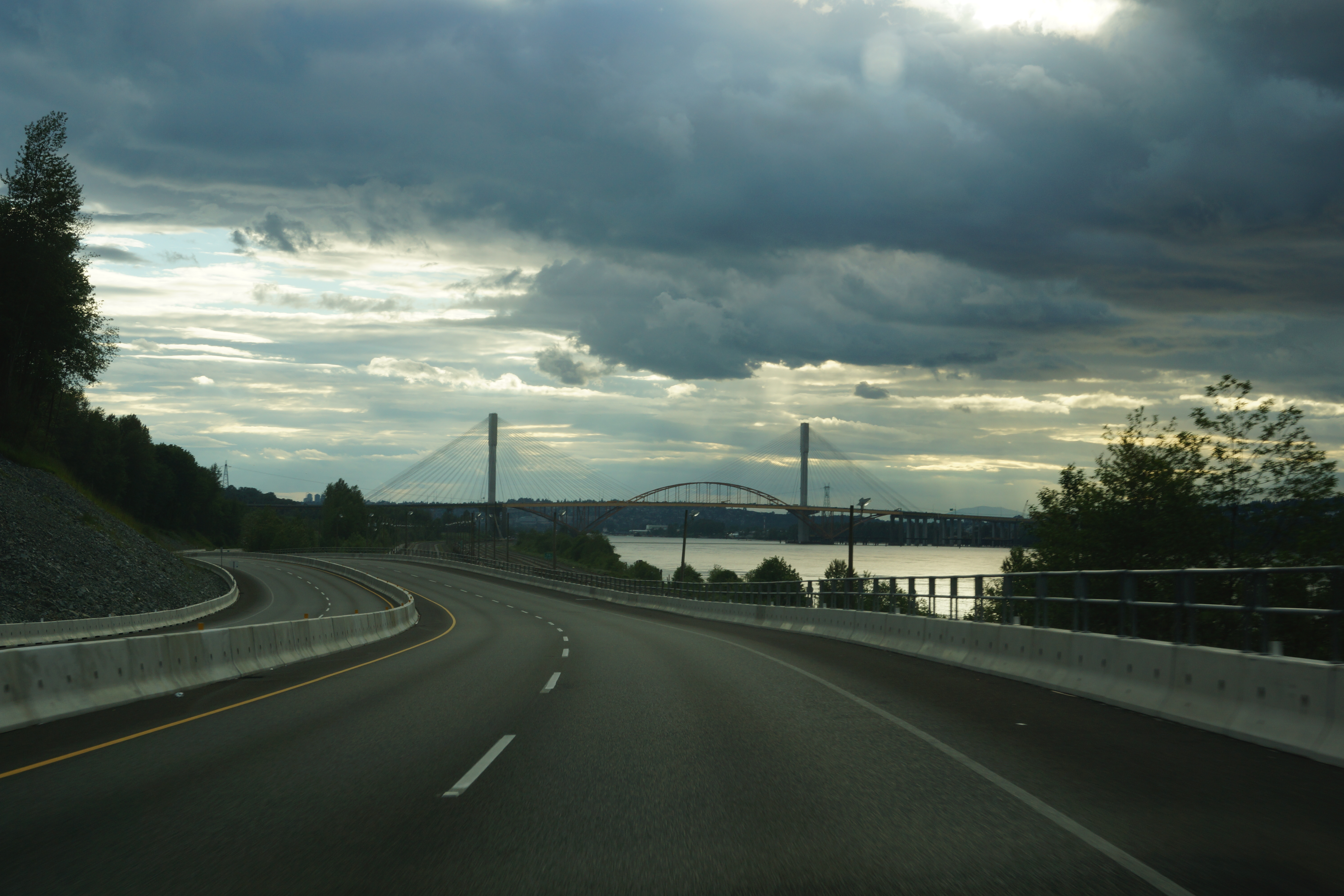
Route 17 sud près de Surrey.

Dans les basses-terres continentales, la route 17 porte le nom de South Fraser Perimeter Road (SFPR). Il s'agit d'une route à quatre voies alternant entre voie rapide et autoroute. La route relie le quai de Tsawwassen à la route 99 à Delta et à la route 1 à Surrey. Elle relie également les cinq traversées majeures du fleuve Fraser dans la région de Vancouver. Elle parcourt 44 kilomètres (27 mi).

## Intersections majeures
| District régional                                                   | Ville              | km    | Sortie                               | Destinations                                                  | Notes |
| ------------------------------------------------------------------- | ------------------ | ----- | ------------------------------------ | ------------------------------------------------------------- | --- |
| Capitale                                                            | Victoria           | 0,00  |                                      | Oswego Street / Belleville Street – Quai de traversier        | |
| Capitale                                                            | Victoria           | 0,60  |                                      | BC-1 (Douglas Street) – Nanaimo                               | |
| Capitale                                                            | Victoria           | 1,30  |                                      | Blanshard Street / Belleville Street                          | La BC-17 suit Blanshard Street                                                                                             |
| Capitale                                                            | Saanich            | 4,86  | Terminus sud des rues à sens unique  | Terminus sud des rues à sens unique                           | Terminus sud des rues à sens unique                                                                                        |
| Capitale                                                            | Saanich            | 5,62  |                                      | BC-17 sud (Blanshard Street) – Centre-ville                   | Terminus nord des rues à sens unique; sortie direction nord, entrée direction sud; terminus sud de la Patricia Bay Highway |
| Capitale                                                            | Saanich            | 6,56  | 7                                    | McKenzie Avenue vers BC-1 / BC-14 – Nanaimo, Sooke            | Échangeur |
| Capitale                                                            | Saanich            | 8,06  | 8                                    | Vanalman Avenue                                               | Entrée / sortie directes en direction sud                                                                                  |
| Capitale                                                            | Saanich            | 8,73  | 9                                    | Quadra Street / West Saanich Road                             | Échangeur; pas d'accès en direction sud vers West Saanich Road ouest                                                       |
| Capitale                                                            | Saanich            | 10,12 | 11                                   | Royal Oak Drive – Brentwood Bay                               | Échangeur |
| Capitale                                                            | North Saanich      | 25,25 | 26                                   | McTavish Road – Aéroport, traversiers vers les États-Unis     | Échangeur; traversiers vers les Îles San Juan                                                                              |
| Capitale                                                            | North Saanich      | 30,90 | 31                                   | McDonald Park Road, Wain Road – Deep Cove                     | Échangeur |
| Capitale                                                            | North Saanich      | 32,26 | 33                                   | Lands End Road                                                | Échangeur; sortie direction nord, entrée direction sud                                                                     |
| Capitale                                                            | North Saanich      | 32,54 |                                      | Terminal de Swartz Bay                                        | |
| Détroit de Géorgie                                                  | Détroit de Géorgie |       | BC Ferries                           | BC Ferries                                                    | BC Ferries |
| Metro Vancouver                                                     | Delta              | 0,00  |                                      | Terminal de Tsawwassen                                        | |
| Metro Vancouver                                                     | Delta              | 6,86  | 7                                    | BC-17A nord – Ladner                                          | Échangeur; pas d'entrée en direction ouest                                                                                 |
| Metro Vancouver                                                     | Delta              | 7,60  | 8                                    | Deltaport Way – Robert Bank                                   | Échangeur; sortie direction ouest, entrée direction est                                                                    |
| Metro Vancouver                                                     | Delta              | 13,09 | 13                                   | BC-99 – Aéroport, Vancouver, Frontière, Seattle               | Échangeur; sortie 26 de la BC-99; pas d'accès direct depuis la BC-17 ouest vers la BC-99 sud                               |
| Metro Vancouver                                                     | Delta              | 22,51 | 23B                                  | BC-91C vers BC-91 – Nord Delta, Richmond, Aéroport, Vancouver | Sortie 8 de la BC-91 |
| Metro Vancouver                                                     | Delta              | 22,96 | 23A                                  | River Road West                                               | Échangeur; pas de sortie depuis BC-17 est                                                                                  |
| Metro Vancouver                                                     | Surrey             | 29,21 | 31                                   | Tannery Road – Port de Surrey, New Westminster                | Échangeur; inclut accès en direction est à 103A Avenue                                                                     |
| Metro Vancouver                                                     | Surrey             |       |                                      | Pont Patullo (en construction)                                | Échangeur; entrée direction ouest depuis Pont Patullo est                                                                  |
| Metro Vancouver                                                     | Surrey             | 31,69 | 33                                   | 124 Street                                                    | Entrée / sortie directes en direction est                                                                                  |
| Metro Vancouver                                                     | Surrey             | 44,14 |                                      | BC-1 – Hope, Vancouver                                        | Échangeur; sortie 53 de la BC-1                                                                                            |
| Metro Vancouver                                                     | Surrey             | 44,14 | BC-15 sud (176th Street) – Frontière | La BC-17 est devient la BC-15 sud                             | |
| - Accès incomplet - Accès payant - Transition de route - Non-ouvert |                    |       |                                      |                                                               | |